# Brachycythere schumannensis
Brachycythere schumannensis är en kräftdjursart som beskrevs av LeRoy 1943. Brachycythere schumannensis ingår i släktet Brachycythere och familjen Brachycytheridae. Inga underarter finns listade.